# 庫姆斯 (阿肯色州)
庫姆斯（英語：Combs）是位於美國阿肯色州麥迪遜縣的一個非建制地區。該地的面積和人口皆未知。

## 地理
庫姆斯的座標為35°49′32″N 93°50′12″W / 35.82556°N 93.83667°W，而該地的平均海拔高度為436米（即1430英尺）。